# حبل الفضاء

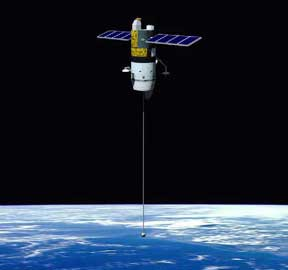
تصور لقمر صناعي مع حبل

الحبال الفضائية هي كابلات طويلة يمكن استخدامها للدفع، والتثبيت والتحكم في المواقف، أو الحفاظ على المواقع النسبية لمكونات نظام مستشعر كبير للأقمار الصناعية / المركبات الفضائية.

## الفكرة
اعتمادًا على أهداف المهمة والارتفاع، تم اعتبار نظريات رحلات الفضاء باستخدام هذا النوع من الدفع للمركبات الفضائية أقل تكلفة بكثير من رحلات الفضاء باستخدام محركات الصواريخ.